# Fills del matrimoni Goebbels

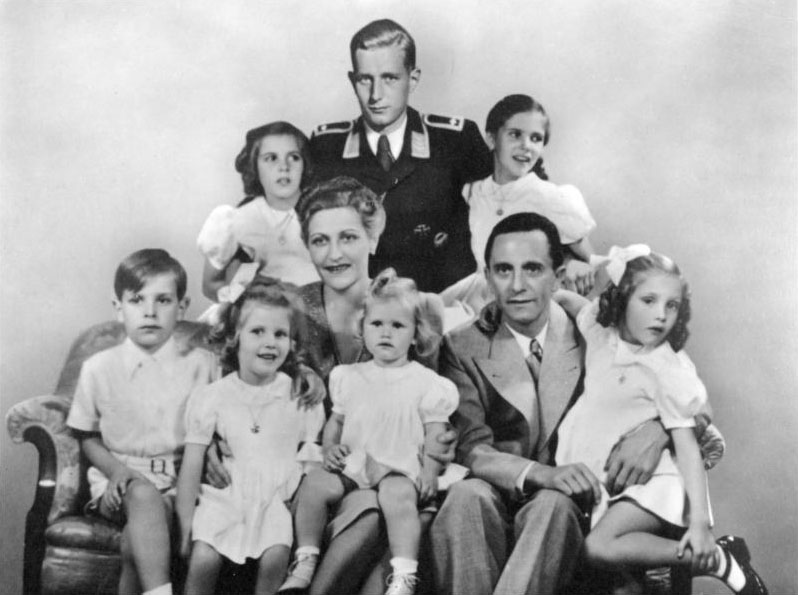
Família Goebbles el 1942, (Última fila) Hildegard, Harald Quandt, Helga, (primera fila) Helmut, Hedwig, Magda, Heidrun, Joséph i Holdine

Els Fills del matrimoni Goebbels eren les cinc filles i un fill nascut del ministre de propaganda Alemany Joseph Goebbels i la considerada primera dama del Tercer Reich Magda Goebbels. Els nens, nascuts entre 1932 i 1940, van ser assassinats pels seus pares a Berlín l'1 de maig de 1945, davant la imminent arribada de l'Exèrcit Roig, el mateix dia en què els pares també es van suïcidar.
Magda Goebbels va tenir un fill gran, Harald Quandt, d'un matrimoni anterior amb Günther Quandt. Ell no hi era present quan els seus germanastres van morir.

## Nomenament
Alguns autors han afirmat que els noms de tots els seus sis fills van començar amb "H" com a homenatge a Adolf Hitler, però no hi ha evidències clares per afirmar això, l'evidència dona suport que va ser idea del seu primer marit, Günther Quandt, amb el que varen tenir a Harald, Magda hauria seguit amb aquesta premissa per als altres fills.
Aquesta afirmació està recolzada per la mare de Magda, Auguste Behrend, que va afirmar que per la família era un passatemps innocent la recerca de noms de nadó que comencessin amb "H" per a cada nadó.

## Fills

### Harald Quandt

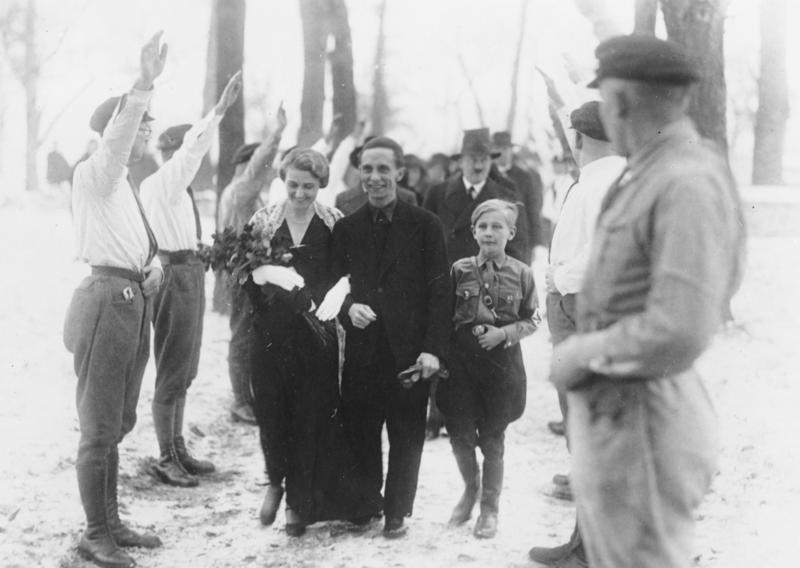
Quan Harald tenia deu anys la seva mare es va casar amb joseph, (imatge del dia de la boda) en segon pla, el seu testimoni, Hitler.

Magda es va casar amb Günther Quandt, el gener de 1921 i deu mesos més tard Harald Quandt, va néixer. El matrimoni de Magda va Günther va acabar en divorci el 1929 i el 1931 es va casar amb Joseph Goebbels, on Adolf Hitler va ser testimoni.
Harald no només va assistir a les noces de la seva mare amb Goebbels, també l'acompanyava a les reunions del partit, de peu sobre la plataforma prop de "Oncle Joseph", amb el seu uniforme de les Joventuts Hitlerianes. Després del seu nomenament com a ministre, Goebbels va exigir a Günther Quandt el pare de Harald que renunciés a les seves obligacions en virtut del seu acord de divorci, després d'això Harald va anar a viure amb ell i la seva mare el 1934.
Més tard serviria com a tinent de la Luftwaffe i va ser l'únic membre de la família que va sobreviure a la guerra, convertint-se en un destacat industrial d'Alemanya Occidental durant els anys 1950 i 1960. Harald va morir el 1967, quan el seu avió personal es va estavellar sobre Itàlia. Li sobreviuen cinc fills.

### Helga Susanne
Nascuda el 1r de setembre de 1932. Goebbels estava molt orgullós de la seva filla gran i sempre anava directament a acunar a la seva filla, tan bon punt com tornava de la seva oficina. Helga era una nena consentida que preferia la presència del seu pare a la de la seva mare. Segons sembla fou un nadó que mai plorava i li encantava escoltar (sense comprendre res per l'edat) als oficials nazi. No és estrany que Hitler, fossi amic dels nens, i els portava a la falda mentre parlava fins a altes hores de la nit.

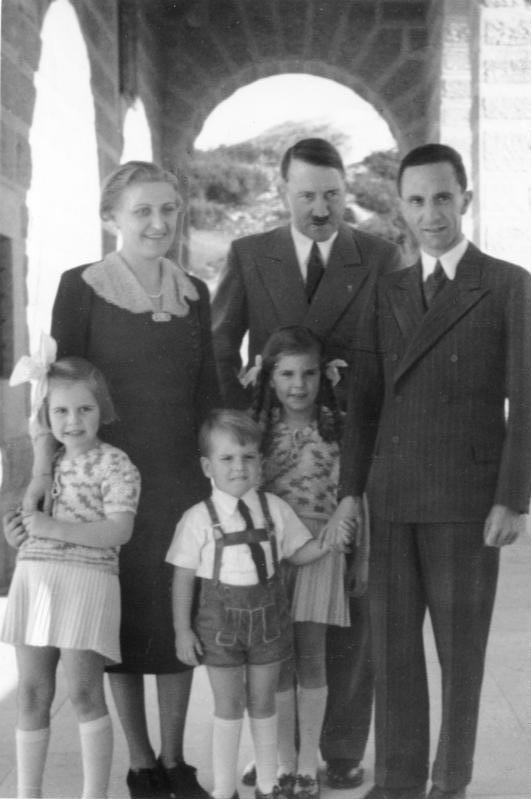
Magda i Joseph Goebbels amb els seus fills, Hilde (esquerra), Helmut (centre), i Helga (dreta), da visita a Hitler a Obersalzberg el 1938.

Ella va ser fotografiada amb Hilde obsequiant a Hitler amb flors en el seu aniversari el 20 d'abril de 1936.
Helga tenia 12 anys quan va morir. Acceptades conclusions indiquen que en el cos de la nena es van trobar clars signes de
lluita en contra de rebre (d'acord amb la majoria dels informes) una injecció de morfina, que s'utilitzà per sedar als nens amb rapidesa abans de matar-los amb càpsules de cianur.

### Hildegard Traudel
Nascuda el 13 d'abril de 1934 Hildegard va ser anomenada normalment "Hilde". En una entrada de diari de 1941, Josep es va referir a ella com "el meu petit ratolí".
Hilde tenia onze anys en el moment de la seva mort.

### Helmut Christian
Nascut el 2 d'octubre de 1935, Helmut era sensible, una mica somiador i idealista. En el seu diari, Goebbels el va anomenar "pallasso". Quan el seu mestre a l'escola de primària de Lanke va informar, per a disgust del seu pare, que el seu pas a un curs superior era dubtós, va respondre tan bé a la tutoria intensa de la seva mare i la seva institutriu que no només va aconseguir la promoció, sinó també excel·lents qualificacions. Portava ferros a les dents.
El 26 d'abril de 1945, Helmut va llegir en veu alta el discurs del seu pare, l'aniversari de Hitler, i va respondre a les protestes bromistes de Helga argumentant que Goebbels li havia copiat el text.
La Secretària de Hitler Traudl Junge va dir que, en escoltar els trets de Hitler, Helmut va cridar "Aquest va ser si", va confondre el so amb el d'un aterratge de morter prop del Führerbunker.
Helmut tenia nou anys en el moment de morir.

### Holdine Kathrin
Nascuda el 19 de febrer de 1937. S'afirma que Holden va rebre el seu nom quan el metge, Stoeckel, es va inclinar sobre ella i va exclamar: "Das ist eine Holden!" ("Aquesta si que és bufona!"), Meissner afirma que Holden era la menys alegre de tots ells i que la deixaven una mica de banda pels altres, cosa que feia que augmentés la seva angoixa considerablement. Goebbels li tenia una estima especial per aquesta raó precisament, i ella, el seguia en tot amb devoció.
Tenia vuit anys quan va morir.

### Hedwig Johanna
Nascuda el 5 de maig de 1938, va ser anomenada comunament "Hedda". Ella va insistir, el 1944, que quan fos gran havia de casar-se amb l'SS Günther Schwägermann, estret col·laborador de Goebbles, després d'haver estat captivada pel fet que tenia un ull fals.
Tenia gairebé set anys en el moment de la mort.

### Heidrun Elisabeth
Nascuda el 29 d'octubre de 1940. Rochus Misch la va descriure com una xiqueta coqueta i sovint, feia broma amb ella en el bunker. "Heide" va morir amb quatre anys.

## La vida familiar
El 1934 i a la recerca d'intimitat per tots ells, Goebbels va construir una casa imponent en el seu propi terreny a Schwanenwerder, una illa al riu Havel. També va comprar un iot a motor per al seu espargiment. Els nens no només tenien cavalls, sinó també un cotxet de passeig per voltar pels jardins. Dos anys més tard va comprar una propietat veïna i va ampliar el parc que rodejava la seva casa, ja de per sí prou gros.
Més tard, a la ciutat de Berlín va adquirir un segon habitatge, un petit castell, anomenat Lanke am Bogensee, com a residència oficial.

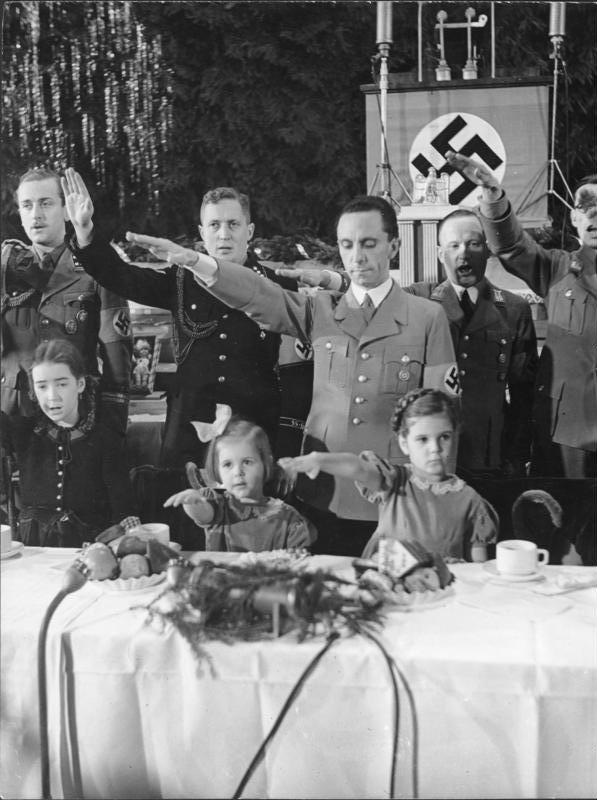
Joseph Goebbels amb les seves filles, Hilde (centre) i Helga (dreta), en una celebració de Nadal al pavelló Saalbau Friedrichshain, Berlín, 1937, durant el cant de l'himne nacional.

Quan el matrimoni Goebbels va arribar a un punt crític l'estiu de 1938, a causa de l'afer amorós entre ell i l'actriu txeca, Baarová Lida, el mateix Hitler va intervenir i negociar un acord, pel qual, l'actriu seria desterrada i la parella mantindria les aparences públiques durant almenys un any. Una de les condicions era que Goebbels només podria visitar Schwanenwerder i veure els seus fills amb el permís exprés de Hitler. Si després d'aquell any, Magda encara volia el divorci, Hitler l'hi permetria, amb Goebbels com a culpable i ella com a propietària de la casa a Schwanenwerder, la custòdia dels fills i un ingrés considerable.
Goebbels va respectar escrupolosament l'acord, sempre demanant permís abans de visitar-los i expressant el seu pesar per la seva falta a Magda. S'afirma que els nens en cap moment semblaven ser conscients que els seus pares vivien separats.

## La vida pública
L'acord de reconciliació pública l'agost de 1938 es va consolidar amb l'aparició de Helga, Hilde i Helmut amb els seus pares al davant de les càmeres de la UFA, com una imatge cinematogràfica de la reconciliació nacional.
El 1939, Goebbels va emprar una càmera oculta per enregistrar els seus fills com a nens saludables. A diferència dels nens discapacitats que apareixien en un film de propaganda destinada a promoure l'eutanàsia per a nens d'aquesta mena.
El 18 de febrer de 1943, Helga i Hilde van fotografiar-se juntament amb Magda en un dels més coneguts esdeveniments de Joseph, el discurs de la Totaler Krieg (Guerra Total).
Cap a finals de 1944, Goebbels va enviar a Magda i a les seves dues filles majors a un hospital militar per ser filmades pels noticiaris setmanals però va abandonar el projecte en adonar-se'n de les ferides tan greus que patien els soldats i que podien resultar massa traumàtiques per a les seves filles.

## Últims dies
A mesura que l'Exèrcit Roig s'apropava a Berlín a finals de gener de 1945, Goebbels va ordenar la retirada de la seva família del Castell de Lanke, per la relativa seguretat de Schwanenwerder. A partir d'aquell moment, els nens es van adonar del soroll de l'artilleria a l'est i es preguntaven per què la pluja seguia al tro.
El 22 d'abril de 1945, l'Exèrcit Roig entrava a Berlín i Goebbels va duu els seus fills al Vorbunker, que estava connectat una mica més a baix amb el Führerbunker i també, amb els jardins de la Cancelleria del Reich. Adolf Hitler i un grup de militars del cercle predilecte del Führer s'allotjaven al bunker per dirigir la defensa final de Berlín. El membre de la Creu Roja Karl Gebhardt els volia treure de la ciutat però no li van permetre.
Hitler era amic dels joves, i fins i tot en l'última setmana de la seva vida encara va tenir el gran plaer de compartir la xocolata amb ells, així com donar-los permís per utilitzar el seu bany, sent l'únic amb una banyera.
S'ha comprovat que durant la seva estada al búnker de Hitler, el qual dormia en una habitació individual, van poder jugar amb el seu gos, Blondi. Molts informes indiquen que hi havia tres lliteres separades però la secretaria Traudl Junge va insistir que només n'hi havia dues. Es diu que els nens van cantar tots plegats tant per Hitler, com pels ferits Robert Ritter von Greim i el pilot Hanna Reitsch. Junge va afirmar que estava amb els nens el 30 d'abril, quan Hitler i Eva Braun es van suïcidar.

## Mort
Les històries de brutalitat i violència de les tropes soviètiques circulaven a Berlín, i en el Führerbunker es va parlar molt del suïcidi com a forma d'escapar de la humiliació o el càstig dels soviètics.
En el seu darrer testament, que s'adjuntà al de Hitler, Goebbels va afirmar que tant la seva dona com els seus fills el van fer costat en el fet de no abandonar Berlín. Tant la pilot Hanna Reitsch (que havia deixat el búnquer el 29 d'abril) com Jungle, van mostrar aquests documents al món. Incloent una lletra de Magda a Harald, el qual, en aquell precís moment  es trobava en un campament de presoners aliat.
L'endemà, el 1r de maig de 1945, als sis fills dels Goebbels se'ls va injectar morfina (probablement pel dentista de les SS, Helmut Kunz) i després, quan estaven inconscients, foren assassinat amb una càpsula de cianur, aixafat i col·locat a la boca. Els relats difereixen sobre com va participar Magda en l'assassinat dels seus fills. Segons Kunz, que administrà la morfina, Magda Goebbels i Ludwig Stumpfegger (metge personal de Hitler), van administrar les pastilles de cianur als joves.
Sembla ser, que Magda va considerar l'opció de matar els seus fills com a mínim amb un mes d'antelació. Després de la guerra, Magda va recordar en diverses ocasions, que no volia que els seus fills creixessin amb la idea de qui havia estat el seu pare, i que la reencarnació podria concedir als seus fills una vida millor.
Rochus Misch, l'operador de ràdio d'Adolf Hitler, va generar controvèrsia el 2005 quan va demanar una placa commemorativa en honor dels sis fills de Goebbels. Els crítics van pensar que seria tacar la memòria de les víctimes de l'Holocaust per honrar els fills del líder nazi. Malgrat els crims dels seus pares, Misch va argumentar que els nens eren innocents i que tractar-los com a delinqüents, era un error perquè van ser assassinats igual que les altres víctimes de la guerra.